# Wolseley (circonscription saskatchewanaise)
Pour les articles homonymes, voir Wolseley et Moose Mountain.
Circonscription électorale provinciale du Canada
Wolseley (ensuite temporairement Moose Mountain) est une ancienne circonscription électorale provinciale de la Saskatchewan au Canada. Elle est représentée à l'Assemblée législative de la Saskatchewan de 1905 à 1934.
Issue des 25 premières circonscriptions de la nouvelle province de la Saskatchewan en 1905, Elle change de nom pour Moose Mountain lors des élections suivantes en 1908. La circonscription reprend son nom initiale de Wolseley en 1921.

## Géographie
Située dans la région de ville de Wolseley, le territoire de la circonscription fait maintenant partie Indian Head-Milestone et Moosomin.

## Liste des députés
| Parlement                                                          | Années    | Député   | Député                     | Parti        |
| Wolseley                                                           | Wolseley  | Wolseley | Wolseley                   | Wolseley     |
| ------------------------------------------------------------------ | --------- | -------- | -------------------------- | ------------ |
| 1re                                                                | 1905–1908 |          | William Elliott (en)       | Conservateur |
| Moose Mountain                                                     |           |          |                            |              |
| 2e                                                                 | 1908–1912 |          | William Elliott (en)       | Conservateur |
| 3e                                                                 | 1912–1917 |          | Robert Magee (en)          | Libéral      |
| 4e                                                                 | 1917–1921 |          | Robert Magee (en)          | Libéral      |
| Wolseley                                                           |           |          |                            |              |
| 5e                                                                 | 1921–1925 |          | William George Bennett     | Indépendant  |
| 6e                                                                 | 1925–1929 |          | Thomas McAfee (en)         | Libéral      |
| 7e                                                                 | 1929–1934 |          | William George Bennett (2) | Conservateur |
| Circonscription redistribuée parmi Qu'Appelle-Wolseley et Moosomin |           |          |                            |              |

## Résultats électoraux
Wolseley (1908-1934)

Moose Mountain (1908-1921)

Wolseley (1905-1908)